# Joseph Meurice
Léonard Ghislain Marie Joseph Meurice (Wezet, 6 april 1896 - Ukkel, 18 november 1972) was een Belgisch minister van Buitenlandse Handel.

## Levensloop
Meurice studeerde aan de Université de Liège en behaalde er een licentie in de handels- en financiële wetenschappen.
In augustus 1914 werd zijn vader Léon-Joseph Meurice, die hoogleraar aan de Luikse universiteit en burgemeester van Wezet was, gearresteerd en veroordeeld door de Duitsers. Hij wist echter te ontsnappen. Joseph zelf werd met 600 stadsgenoten naar Duitsland gedeporteerd en hij werd pas na 17 maanden opnieuw vrijgelaten. Hij had het statuut van politiek gevangene gekregen en ging na zijn vrijlating in het verzet.
Na de oorlog werd hij eerst commercieel directeur van een kolenmijn en was later beheerder van verscheidene andere vennootschappen. Hij was actief in christelijke bewegingen en sociale werken.

## Politicus
Tijdens de Tweede Wereldoorlog ging Meurice opnieuw in het verzet. In de clandestiniteit was hij een van de belangrijke auteurs van het Sociaal Pact dat de basis vormde voor de oprichting van de CVP-PSC. In 1945 was hij een van de medestichters van de partij.
In 1946 werd hij verkozen tot provinciaal senator voor de provincie Luik, een mandaat dat hij bleef uitoefenen tot in 1961. In de Senaat was hij lid van de commissies Buitenlandse Zaken, Financiën, Werk en Sociale Voorzorg. Hij was de verslaggever van de speciale senaatscommissie die naar Frankrijk werd gezonden om de nationalisering van de steenkoolindustrie te bestuderen. In haar eindrapport kantte de commissie zich tegen nationalisering.
Van 16 augustus 1950 tot 23 april 1954 was Meurice minister van Buitenlandse Handel in de opeenvolgende regeringen Pholien I en Van Houtte I. Als minister was hij nauw betrokken bij de oprichting in 1951 en de eerste stappen van de Europese Gemeenschap voor Kolen en Staal.
Tussen 1954 en 1958 belandde Meurice in de oppositie. Van 1958 tot 1961 zetelde hij opnieuw in de meerderheid en was hij vooral actief bij de voorbereiding van de Eenheidswet die tot stand kwam om de grote werkloosheid ten gevolge van de sluiting van de kolenmijnen in Wallonië op te vangen.
Meurice, die in oktober 1960 al uit het bestuur van de PSC was gestapt, nam in 1961 nier meer deel aan de verkiezingen en stopte met zijn politiek activiteiten.